# 武勝關戰鬥
武勝關戰鬥發生於1925年9月13日－16日，地點則是在中國鄂北武勝關。是北洋政府時期內戰之一，交戰兩方為國民革命軍北伐軍三師李品仙部、國民革命軍四師劉興部、顎二師及吳佩孚、劉玉春、吳俊卿部。戰鬥末了，甲方攻佔武勝，乙方敗退。